# Paracerotelion flavicauda
Paracerotelion flavicauda är en tvåvingeart som beskrevs av Loïc Matile 1974. Paracerotelion flavicauda ingår i släktet Paracerotelion och familjen platthornsmyggor. Inga underarter finns listade i Catalogue of Life.